# Kandil
Il Kandil (dall'arabo qindīl , a sua volta derivato dal latino candēla) si riferisce alle cinque notti sante islamiche, celebrate in Turchia e nelle comunità musulmane dei Balcani, legate alla vita di Maometto, quando i minareti sono illuminati a festa e vengono fatte preghiere speciali; è questa una tradizione  del XVI secolo che risale al sultano ottomano Selim II, il quale riteneva opportuno illuminare i minareti delle moschee in queste occasioni. Il nome "Kandil" deriva dall'arabo qindīl che significa lampadario o candela. Le notti del Kandil iniziano due mesi circa prima dell'inizio del ramadan, e svolgono un ruolo meno significativo rispetto alle feste dei Bayram.
Le cinque notti del Kandil sono:
- Mevlid Kandili (Mawlid an-Nabi) - La nascita del profeta Maometto;
- Regaip Kandili (Laylat al-Raghaib) - La notte del concepimento di Maometto;
- Miraç Kandili (Lailat al Miraj) - L'ascesa in cielo del profeta Maometto;
- Berat Kandili (Mid-Sha'ban) - Il perdono dei peccati;
- Kadir Gecesi (Laylat al-Qadr) - La prima apparizione del Corano al profeta Maometto;